# Pselliophora penicillata
Pselliophora penicillata är en tvåvingeart som beskrevs av Edwards 1928. Pselliophora penicillata ingår i släktet Pselliophora och familjen storharkrankar.
Artens utbredningsområde är Thailand. Inga underarter finns listade i Catalogue of Life.